# Heliotropium ziegleri
Heliotropium ziegleri är en strävbladig växtart som beskrevs av Akhani. Heliotropium ziegleri ingår i Heliotropsläktet som ingår i familjen strävbladiga växter. Inga underarter finns listade i Catalogue of Life.